# توشياكي مياموتو
توشياكي مياموتو (باليابانية: 宮本 駿晃) (مواليد 4 يونيو 1999)، هو لاعب كرة قدم سابق كان يلعب كمدافع.

## وصلات خارجية
- توشياكي مياموتو على موقع رابطة كرة القدم اليابانية للمحترفين (اليابانية)
- توشياكي مياموتو على موقع قاعدة بيانات كرة القدم.إي يو (الإنجليزية)
- توشياكي مياموتو على موقع Soccerway.com (الإنجليزية)
- توشياكي مياموتو على موقع عالم كرة القدم.نت (الإنجليزية)